# Ammarnäs
Ammarnäs ist ein kleiner Ort (småort) in der schwedischen Gemeinde Sorsele in der Provinz Västerbottens län in der historischen Provinz (landskap) Lappland.
Durch Ammarnäs fließt der Vindelälven, und der von Umeå zumeist dem linken Flussufer folgende Länsväg 363, mit 325 km längste Provinzstraße Schwedens, endet dort. Etwas außerhalb führt der Wanderweg Kungsleden am Ort vorbei. Im Winter beginnt der 400 Kilometer lange Schlittenhundewettbewerb Vindelälvsdraget in Ammarnäs und endet in Vännäsby, wo der Vindelälven mit dem Umeälven zusammenfließt.
Eine der Sehenswürdigkeiten von Ammarnäs ist der Potatisbacken (deutsch ‚Kartoffelhügel‘). Auf der Südseite des Hügels wird – nur wenig unterhalb des Polarkreises – eine kälteresistente Kartoffelsorte angebaut.

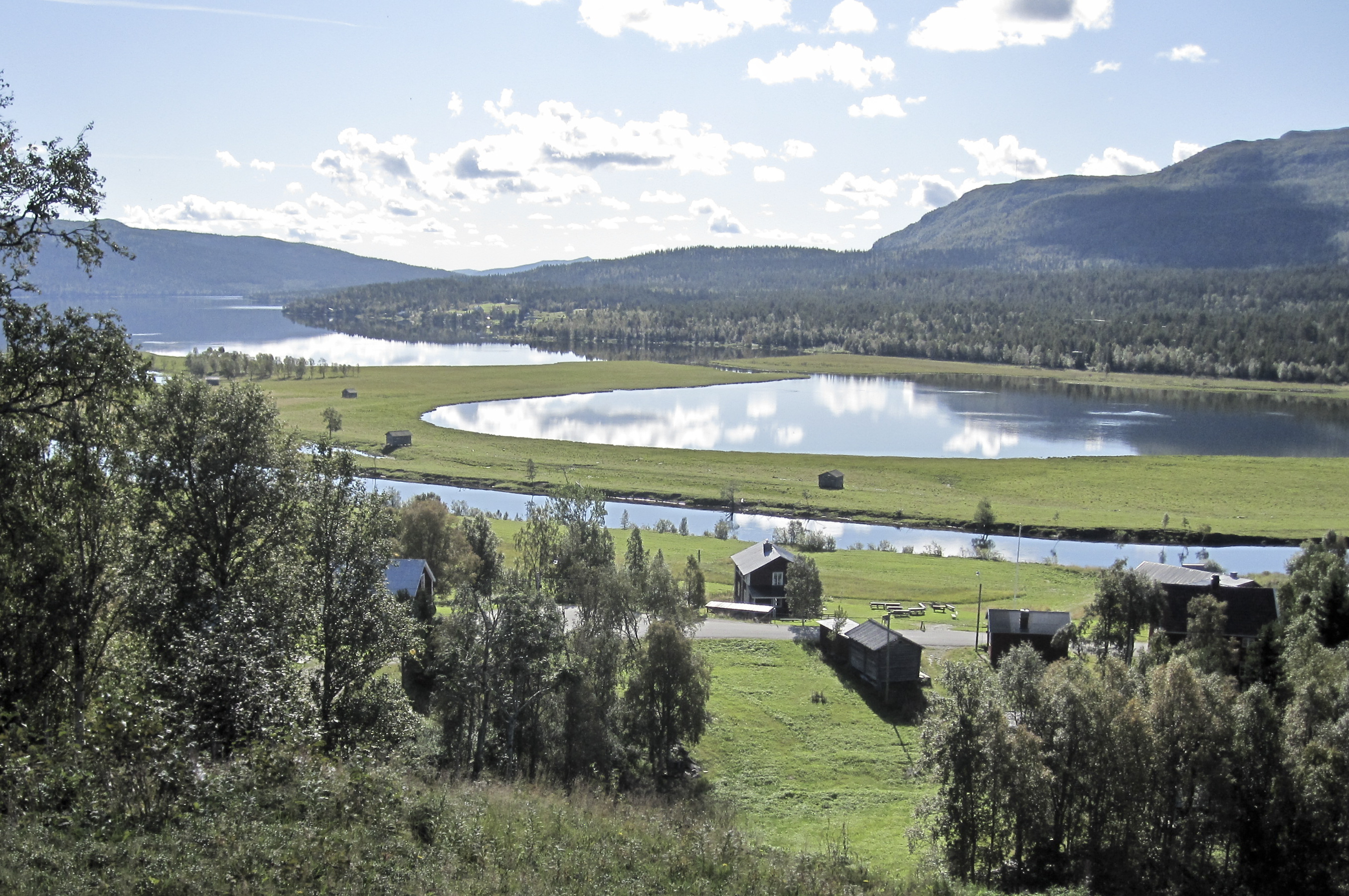
Ammarnäs
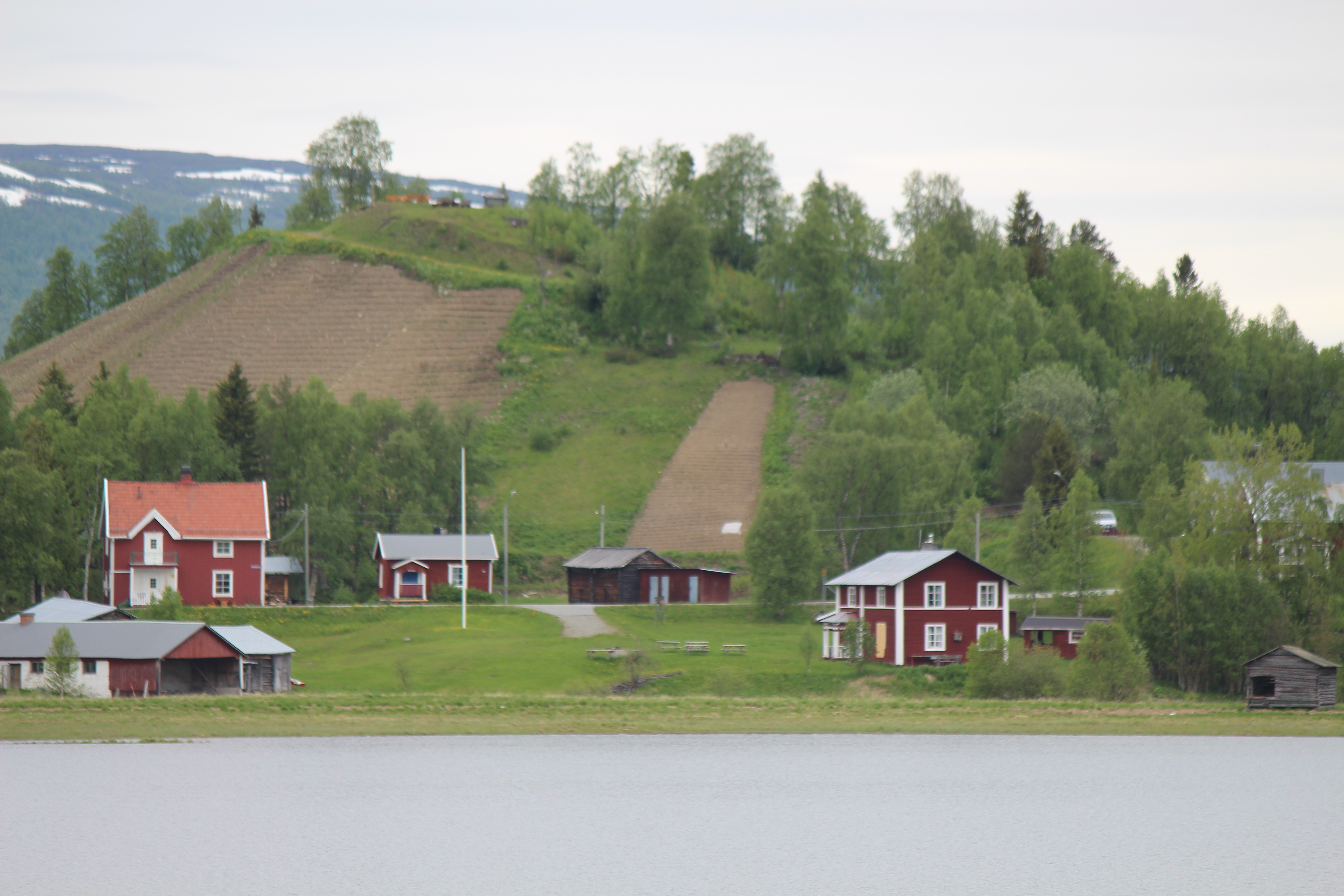
Potatisbacken
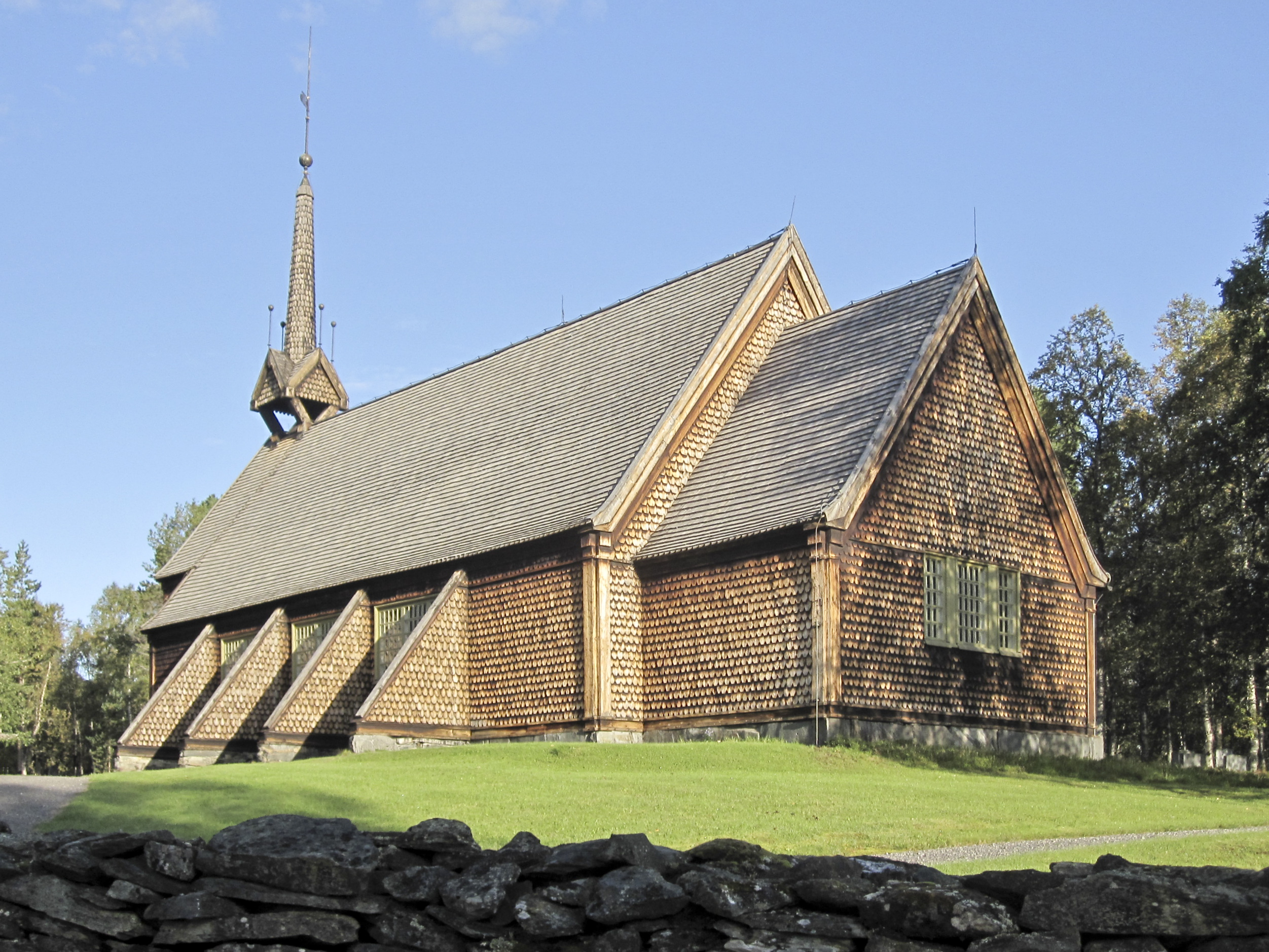
Kirche in Ammarnäs